# Guilherme Arana
Guilherme Antônio Arana Lopes (São Paulo, 14 de abril de 1997) é um futebolista brasileiro que atua como lateral-esquerdo. Joga pelo Atlético Mineiro e pela Seleção Brasileira.
Criado na zona leste da capital paulista, começou sua trajetória no futebol nas categorias de base do Corinthians, onde ingressou ainda criança. Sua ascensão foi rápida, sendo promovido ao elenco profissional do clube em 2014, aos 16 anos de idade. No ano seguinte, teve participação importante na conquista da Copa São Paulo de Futebol Júnior e, posteriormente, integrou o elenco campeão do Campeonato Brasileiro de 2015. Consolidou-se como titular absoluto da lateral esquerda corintiana nos anos seguintes, e em 2017 teve uma temporada de destaque, sendo eleito o melhor lateral-esquerdo do Brasileirão, ano em que o Corinthians novamente foi campeão nacional.
Em dezembro de 2017, transferiu-se para o Sevilla, da Espanha, buscando se firmar no futebol europeu. No entanto, teve poucas oportunidades como titular no clube espanhol. Em 2019, foi emprestado à Atalanta, da Itália, mas também encontrou dificuldades para conquistar espaço. No início de 2020, retornou ao Brasil ao assinar com o Atlético Mineiro, primeiro por empréstimo e depois em definitivo. No Galo, reencontrou o bom futebol e rapidamente tornou-se um dos pilares do time. Foi peça-chave nas conquistas do Campeonato Mineiro em 2020, 2021, 2022, 2023, 2024 e 2025, além de títulos nacionais importantes como o Campeonato Brasileiro de 2021, a Copa do Brasil de 2021 e a Supercopa do Brasil de 2022. Suas atuações consistentes renderam diversas premiações individuais, como a Bola de Prata, inclusão na seleção do campeonato e o título de craque da posição em diversas temporadas.
Pela Seleção Brasileira, Arana participou das categorias de base, destacando-se no Sul-Americano Sub-20 de 2017. Em 2021, foi titular da equipe olímpica que conquistou a medalha de ouro nos Jogos de Tóquio. Já na seleção principal, foi convocado pela primeira vez em 2020 e passou a figurar regularmente nas convocações para amistosos, Eliminatórias da Copa do Mundo e, mais recentemente, para a Copa América de 2024, embora tenha sofrido uma lesão em outubro daquele ano. Conhecido por sua técnica, vigor físico e presença ofensiva, Arana é considerado um dos melhores laterais esquerdos do futebol brasileiro na atualidade. Seu contrato com o Atlético Mineiro vai até o final de 2027.

## Carreira

### Início
Desde muito cedo, Guilherme Arana já atuava nas divisões de base do Corinthians, onde chegou aos 10 anos de idade, fazendo parte de uma geração vencedora do clube que, em 2014, venceu o Campeonato Paulista e o Campeonato Brasileiro, ambos Sub-20, além de ser vice-campeã da Copa São Paulo.

### Corinthians

#### 2014
Em 2014, com apenas 16 anos de idade, foi promovido ao elenco profissional pelo técnico Mano Menezes, mas ao longo da temporada foi pouco aproveitado, ficando apenas no banco de reservas em partidas da Copa do Brasil 2014 e do Campeonato Brasileiro 2014.
No final do ano, foi convocado novamente pela equipe Sub-20 para participar da Copa São Paulo, da qual o Corinthians se sagrou campeão.

#### 2015
Após o sucesso na Copa São Paulo, Guilherme Arana foi novamente reintegrado ao elenco profissional e, depois de um período apenas treinando, foi inscrito para a fase final do Campeonato Paulista.
Após retornar de empréstimo, Arana fez sua estreia no time principal no dia 12 de agosto de 2015, contra o Sport, em partida válida pelo Campeonato Brasileiro, entrando no lugar de Uendel, que saiu machucado. Nessa partida, Arana saiu de vilão para herói: depois de fazer um passe errado que foi interceptado e resultou em um gol do adversário, conseguiu provocar um pênalti a favor do Corinthians que resultou no gol da vitória por 4 a 3. Em função da ausência do titular, pôde realizar uma boa sequência de jogos e ganhou ritmo, atuando em partidas importantes.
Marcou seu primeiro gol com a camisa corintiana justamente contra o maior rival do clube, na partida válida pelo mesmo campeonato em 19 de novembro no estádio do adversário que terminou em empate por 3 a 3.
No total, disputou 12 jogos no campeonato, conquistando destaque com boas atuações, e contribuindo para o sexto título do Campeonato Brasileiro 2015 conquistado pelo Corinthians no final do ano.
Suas atuações chamaram a atenção de clubes de fora do Brasil e vários rumores sobre uma possível transferência foram veiculados ao final da temporada de 2015.

#### 2017
Em 2017, teve um ano vencedor com as conquistas do Campeonato Paulista 2017 e do Campeonato Brasileiro 2017.

### Athletico Paranaense
Em 7 de maio de 2015, foi emprestado ao Athletico Paranaense até o final da temporada, mas acabou ficando pouco tempo no Paraná. Após atuar em apenas três partidas, o Corinthians apressou sua volta para completar o elenco após a saída do lateral-esquerdo Fábio Santos para o Cruz Azul.

### Sevilla
No dia 28 de novembro de 2017, viajou à Espanha fechar com o Sevilla.

### Atalanta
Em 28 de agosto de 2019, foi confirmado seu empréstimo à Atalanta por um ano.

### Atlético Mineiro

#### 2020
Acertou seu retorno ao Brasil em 2020, assinando com o Atlético Mineiro no dia 29 de janeiro. O clube entrou em um acordo de empréstimo com o Sevilla válido até junho de 2021, com a obrigatoriedade de compra ao fim do período.
No dia 29 de julho, Arana marcou o gol de número 100 do Atlético no 'Novo Mineirão', após a reforma do estádio para a Copa do Mundo FIFA de 2014, numa goleada por 4 a 0 contra o Patrocinense. O lateral-esquerdo conquistou seu primeiro título pelo Galo em agosto, ao sagrar-se campeão do Campeonato Mineiro, em finais disputadas contra a equipe do Tombense. Arana foi o jogador que mais atuou pelo Atlético na temporada, com 48 participações e 4092 minutos em campo. Foi também o segundo melhor assistente da equipe, com nove passes para gols, além de ter marcado em seis oportunidades.

#### 2021
Em 26 de fevereiro, ele foi eleito como o melhor lateral-esquerdo do Campeonato Brasileiro de 2020 em ambas as premiações Bola de Prata e Craque do Brasileirão.
Na vitoriosa temporada do Atlético em 2021, Arana atuou em 49 partidas, marcou cinco gols e deu sete assistências, conquistando o terceiro título do Campeonato Brasileiro da sua carreira. Foram conquistados também a Copa do Brasil de 2021 e o Campeonato Mineiro de 2021, obtendo um feito popularmente conhecido como tríplice coroa, ao conquistar os dois principais títulos nacionais e o campeonato estadual em uma mesma temporada. Além de repetir a dobradinha dos prêmios Bola de Prata e Craque do Brasileirão, foi também eleito na Equipe Ideal da América, pelo jornal El País.

#### 2022
Na temporada de 2022, Guilherme Arana se tornou campeão da Supercopa do Brasil, disputada em partida única na Arena Pantanal, em Cuiabá. Na ocasião, o Atlético superou o Flamengo por 8 a 7 na disputa de pênaltis, após empate em 2 a 2 no tempo regulamentar. Como a equipe mineira sagrou-se campeã da copa e da liga nacionais do ano anterior, o rubro-negro carioca, vice-campeão do Campeonato Brasileiro de 2021, classificou-se para a disputa do certame, normalmente disputado entre os campeões da Copa do Brasil e do Campeonato Brasileiro da temporada anterior.
Em 8 de setembro, sofreu uma lesão multiligamentar no joelho durante o empate com o Red Bull Bragantino, por 1 a 1, no Mineirão, pelo Campeonato Brasileiro 2022. O jogador iniciou fisioterapia a fim de preparar o joelho para um procedimento cirúrgico, com previsão para retornar aos gramados apenas em 2023. O jogador realizou uma cirurgia no dia 16 de setembro, que foi bem-sucedida.

#### 2023
Em 6 de junho, Guilherme Arana retornou ao futebol após nove meses parados por lesão. O lateral-esquerdo foi a grande novidade do time do Atlético diante do Alianza Lima, na vitória do Galo por 1 a 0, no Peru, pela quinta rodada da fase de grupos da Copa Libertadores.
Após sua volta aos gramados ele reassumiu a titularidade no Atlético. Fez 31 jogos e renovou o contrato com o Galo até o fim de 2027 e voltou a figurar na lista de convocações da Seleção Brasileira. Arana marcou dois gols na reta final do Brasileirão, ajudando o time na campanha de reação que resultou na vaga direta à fase de grupos da Libertadores.

#### 2024
Em 2024, Arana disputou 51 jogos pelo Galo, onde foi vice-campeão da Copa Libertadores e da Copa do Brasil, além de terminar na 12ª colocação do Brasileirão. Sua a atuação na final da Libertadores não foi boa. Ele foi um dos principais alvos de críticas da torcida pela derrota para o Botafogo, visto que cometeu o pênalti que ressultou no segundo gol carioca no Monumental de Nuñez.
Em 31 de julho, Guilherme Arana completou 200 jogos pelo Atlético-MG, no empate diante do CRB, jogo de ida das oitavas de final da Copa do Brasil.

## Seleção Brasileira
Arana foi titular da Seleção Brasileira Sub-20 na disputa do Campeonato Sul-Americano de 2017.
Incluído na lista da Seleção Olímpica para os Jogos Olímpicos de Verão de 2020, Arana foi titular em todos os seis jogos da campanha da medalha de ouro do Brasil.

### Principal
No dia 14 de novembro de 2020, recebeu a sua primeira convocação para Seleção Principal, atendendo a um chamado de última hora para completar a equipe ante uma partida eliminatória da Copa do Mundo de 2022 contra o Uruguai, em Montevidéu, após o corte de Alex Telles.
Sua estreia aconteceu em 7 de outubro de 2021, atuando como titular na vitória por 3 a 1 sobre a Venezuela, pelas Eliminatórias da Copa. Em 8 de setembro, sofreu uma lesão multiligamentar no joelho jogando pelo Atlético e ficou fora da Copa do Mundo de 2022.
Em 28 de setembro de 2023, voltou a ser convocado, só que agora, pelo técnico Fernando Diniz, após Caio Henrique ser cortado.

## Estatísticas
Atualizadas até 10 de novembro de 2024.
Clubes
| Clube                | Temporada         | Campeonato nacional | Campeonato nacional | Campeonato nacional | Copa nacional[a] | Copa nacional[a] | Copa nacional[a] | Competições continentais[b] | Competições continentais[b] | Competições continentais[b] | Outros torneios[c] | Outros torneios[c] | Outros torneios[c] | Total | Total | Total   |
| Clube                | Temporada         | Jogos               | Gols                | Assist.             | Jogos            | Gols             | Assist.          | Jogos                       | Gols                        | Assist.                     | Jogos              | Gols               | Assist.            | Jogos | Gols  | Assist. |
| -------------------- | ----------------- | ------------------- | ------------------- | ------------------- | ---------------- | ---------------- | ---------------- | --------------------------- | --------------------------- | --------------------------- | ------------------ | ------------------ | ------------------ | ----- | ----- | ------- |
| Corinthians          | 2015              | 12                  | 1                   | 0                   | —                | —                | —                | —                           | —                           | —                           | —                  | —                  | —                  | 12    | 1     | 0       |
| Corinthians          | 2016              | 10                  | 0                   | 0                   | 2                | 0                | 0                | 1                           | 1                           | 0                           | 6                  | 0                  | 0                  | 19    | 1     | 0       |
| Corinthians          | 2017              | 32                  | 2                   | 4                   | 5                | 0                | 2                | 3                           | 0                           | 0                           | 14                 | 0                  | 4                  | 54    | 2     | 10      |
| Corinthians          | Total             | 54                  | 3                   | 4                   | 7                | 0                | 2                | 4                           | 1                           | 0                           | 20                 | 0                  | 4                  | 85    | 4     | 10      |
| Athletico Paranaense | 2015              | 3                   | 0                   | 0                   | —                | —                | —                | —                           | —                           | —                           | —                  | —                  | —                  | 3     | 0     | 0       |
| Athletico Paranaense | Total             | 3                   | 0                   | 0                   | —                | —                | —                | —                           | —                           | —                           | —                  | —                  | —                  | 3     | 0     | 0       |
| Sevilla              | 2017–18           | 3                   | 0                   | 0                   | —                | —                | —                | —                           | —                           | —                           | —                  | —                  | —                  | 3     | 0     | 0       |
| Sevilla              | 2019–20           | 9                   | 0                   | 0                   | 4                | 1                | 0                | 9                           | 1                           | 3                           | —                  | —                  | —                  | 22    | 2     | 3       |
| Sevilla              | Total             | 12                  | 0                   | 0                   | 4                | 1                | 0                | 9                           | 1                           | 3                           | —                  | —                  | —                  | 25    | 2     | 3       |
| Atalanta             | 2019–20           | 4                   | 0                   | 0                   | —                | —                | —                | —                           | —                           | —                           | —                  | —                  | —                  | 4     | 0     | 0       |
| Atalanta             | Total             | 4                   | 0                   | 0                   | —                | —                | —                | —                           | —                           | —                           | —                  | —                  | —                  | 4     | 0     | 0       |
| Atlético Mineiro     | 2020              | 37                  | 4                   | 6                   | 1                | 0                | 1                | 2                           | 0                           | 0                           | 8                  | 2                  | 2                  | 48    | 6     | 9       |
| Atlético Mineiro     | 2021              | 26                  | 1                   | 5                   | 6                | 1                | 1                | 10                          | 1                           | 2                           | 7                  | 2                  | 0                  | 49    | 5     | 8       |
| Atlético Mineiro     | 2022              | 20                  | 0                   | 3                   | 3                | 0                | 0                | 9                           | 1                           | 2                           | 10                 | 2                  | 2                  | 42    | 3     | 7       |
| Atlético Mineiro     | 2023              | 28                  | 2                   | 0                   | —                | —                | —                | 4                           | 0                           | 1                           | —                  | —                  | —                  | 32    | 2     | 1       |
| Atlético Mineiro     | 2024              | 15                  | 1                   | 1                   | 10               | 3                | 0                | 12                          | 1                           | 3                           | 11                 | 0                  | 3                  | 48    | 5     | 7       |
| Atlético Mineiro     | Total             | 126                 | 8                   | 15                  | 20               | 4                | 2                | 37                          | 3                           | 8                           | 36                 | 6                  | 7                  | 231   | 21    | 32      |
| Total na carreira    | Total na carreira | 199                 | 8                   | 19                  | 31               | 5                | 4                | 50                          | 5                           | 11                          | 56                 | 6                  | 11                 | 336   | 26    | 45      |

- a. ^ Jogos de Copa do Brasil e Copa do Rei
- b. ^ Jogos de Copa Libertadores, Copa Sul-Americana e Liga Europa
- c. ^ Jogos de Campeonato Paulista, Campeonato Mineiro e Supercopa do Brasil

### Seleção Brasileira
Abaixo estão listados todos os jogos, gols e assistências do futebolista pela Seleção Brasileira, desde as categorias de base.[carece de fontes?]
Seleção Principal
| Ano               | Qualificação Mundial | Qualificação Mundial | Qualificação Mundial | Amistosos | Amistosos | Amistosos | Total | Total | Total   |
| Ano               | Jogos                | Gols                 | Assist.              | Jogos     | Gols      | Assist.   | Jogos | Gols  | Assist. |
| ----------------- | -------------------- | -------------------- | -------------------- | --------- | --------- | --------- | ----- | ----- | ------- |
| 2021              | 1                    | 0                    | 0                    | —         | —         | —         | 1     | 0     | 0       |
| 2022              | 2                    | 0                    | 0                    | 1         | 0         | 0         | 3     | 0     | 0       |
| 2023              | 2                    | 0                    | 0                    | —         | —         | —         | 2     | 0     | 0       |
| Total na carreira | 5                    | 0                    | 0                    | 1         | 0         | 0         | 6     | 0     | 0       |

Seleção Sub–23
| Ano               | Jogos Olímpicos | Jogos Olímpicos | Jogos Olímpicos | Amistosos | Amistosos | Amistosos | Total | Total | Total   |
| Ano               | Jogos           | Gols            | Assist.         | Jogos     | Gols      | Assist.   | Jogos | Gols  | Assist. |
| ----------------- | --------------- | --------------- | --------------- | --------- | --------- | --------- | ----- | ----- | ------- |
| 2021              | 6               | 0               | 1               | 2         | 1         | 0         | 8     | 1     | 1       |
| Total na carreira | 6               | 0               | 1               | 2         | 1         | 0         | 8     | 1     | 1       |

Seleção Sub–20
| Ano               | Campeonato Sul–Americano | Campeonato Sul–Americano | Campeonato Sul–Americano | Amistosos | Amistosos | Amistosos | Total | Total | Total   |
| Ano               | Jogos                    | Gols                     | Assist.                  | Jogos     | Gols      | Assist.   | Jogos | Gols  | Assist. |
| ----------------- | ------------------------ | ------------------------ | ------------------------ | --------- | --------- | --------- | ----- | ----- | ------- |
| 2016              | —                        | —                        | —                        | 2         | 0         | 0         | 2     | 0     | 0       |
| 2017              | 6                        | 2                        | 0                        | —         | —         | —         | 6     | 2     | 0       |
| Total na carreira | 6                        | 2                        | 0                        | 2         | 0         | 0         | 8     | 2     | 0       |

## Títulos

### Categoria de base
Corinthians
- Campeonato Paulista Sub-20: 2014
- Campeonato Brasileiro Sub-20: 2014
- Copa São Paulo de Futebol Júnior: 2015

### Profissional
Corinthians
- Campeonato Brasileiro: 2015 e 2017
- Campeonato Paulista: 2017

Atlético Mineiro
- Campeonato Mineiro: 2020, 2021, 2022, 2023, 2024 e 2025
- Campeonato Brasileiro: 2021
- Copa do Brasil: 2021
- Supercopa do Brasil: 2022

Seleção Brasileira
- Jogos Olímpicos: 2020

### Prêmios individuais
- Seleção da Primeira Fase do Campeonato Paulista: 2017[48]
- Seleção do Campeonato Paulista: 2017[49]
- Seleção do Brasileirão (Prêmio Craque do Brasileirão): 2017, 2020[50]
- Seleção do Campeonato Mineiro (TV Globo Minas): 2020, 2021 e 2022
- Bola de Prata: 2020 e 2021
- Seleção Troféu Guará: 2021[51]
- Troféu Mesa Redonda (Melhor lateral-esquerdo): 2020
- Seleção da Copa Libertadores da América: 2021
- Seleção Ideal da América do Sul pelo Jornal El País:  2021
- Seleção da Copa do Brasil: 2024[52]